# Facundo Quiroga
Juan Facundo Quiroga (San Antonio, Virreinato del Río de la Plata, 27 de noviembre de 1788 - Barranca Yaco, Córdoba, Argentina, 16 de febrero de 1835) fue un político, militar, gobernador y caudillo argentino de la primera mitad del siglo XIX, partidario de un gobierno federal durante las guerras internas en su país, posteriores a la declaración de la independencia. Hacia el año 1835 llegó a consolidar una fuerte influencia y liderazgo sobre las provincias de La Rioja, San Juan, Catamarca, Tucumán, San Luis, Mendoza, Salta y Jujuy.

## Familia y comienzos
Facundo nació en La Rioja, en San Antonio de los Llanos, en 1788. Sus padres fueron José Prudencio Quiroga y su esposa Juana Rosa de Argañaraz, de desahogada posición económica y de abolengo familiar. Juana Rosa, por su parte, era descendiente de Francisco de Argañaraz y Murguía, fundador de San Salvador de Jujuy en 1593. Su padre fue un hacendado sanjuanino que migró a la norteña La Rioja, estableciendo su estancia en el sureste, en la zona llamada Los Llanos, y que varias veces ejerció como comandante de las milicias de la zona.
Su educación fue relativamente buena, para las oportunidades que ofrecía la provincia.
Hacia 1815 viajó a Buenos Aires, donde recibió alguna formación militar por un breve período.
En 1817 contrajo matrimonio con María de los Dolores Fernández, con quien lo unía un parentesco. Tuvieron seis hijos llamados: Juan Ramón, Jesusa (María del Corazón de Jesús), Juan Facundo, María de las Mercedes de los Dolores, Fatima Celina y José Norberto.
Ese mismo año fue nombrado jefe de las milicias de la comarca, con el grado de capitán, y participó en las luchas por la independencia organizando milicias, persiguiendo desertores y enviando ganados al Ejército del Norte y al Ejército de los Andes. En particular, colaboró con el comandante Nicolás Dávila, segundo jefe de la columna del Ejército de los Andes que liberaría Copiapó.
Según su enemigo –y lejano pariente– Domingo Faustino Sarmiento, Facundo Quiroga comenzó a ser famoso por dos hechos: encontrándose a campo traviesa fue perseguido por un «tigre» o yaguareté que le obligó a tomar refugio en la copa de un algarrobo. Auxiliado por unos gauchos, Quiroga mató al «tigre» y recibió el célebre apodo, «el tigre de los Llanos». La mayoría de los historiadores descartan el hecho, considerándolo una invención del novelista.
El otro hecho ocurrió en el año 1819, en la ciudad de San Luis, donde permanecía prisionero por una causa menor —acaso una riña— junto a más de una veintena de altos oficiales realistas. Cuando los jefes realistas, según las crónicas independentistas, se amotinaron, Quiroga los enfrentó y mató a varios de ellos, usando como maza los mismos grillos que llevaba puestos. Aquel terrible suceso se conoció, desde ese entonces, como la sublevación de los prisioneros de San Luis, en donde fue muerta gran parte de la alta oficialidad realista de Chile. Otros autores consideran que Quiroga estaba preso por razones políticas, y lo que usó fue un asta, según propia declaración en el archivo de San Luis. No está claro de qué clase de asta hablaba, si la de una bandera o un cuerno de vaca (chifle) de los que se usaban para transportar pequeñas cantidades de agua.

## Gobernador provisional de La Rioja
Hasta entonces el poder en el territorio de la provincia de La Rioja se encontraba disputado por dos antiguas familias terratenientes, los Ocampo y los Dávila. En esa contienda, Quiroga apoyó al gobernador Nicolás Dávila. Cuando la provincia fue invadida por los "Auxiliares de los Andes" venidos desde la provincia de San Juan, participó en el combate de la Posta de los Colorados, en que las fuerzas riojanas fueron vencidas. Quiroga se retiró a los Llanos, mientras la capital de la provincia era ocupada por los invasores, y regresó al frente de 80 hombres, con los que derrotó al coronel Francisco Aldao el 16 de octubre de 1820, en el combate de La Rioja. A continuación desconoció la autoridad de Ocampo e hizo que la legislatura eligiera gobernador a Nicolás Dávila. Reforzó su poder militar incorporando a los "Auxiliares de los Andes" a sus fuerzas.
Sin embargo, luego de acceder al gobierno provincial, los Dávila desconfiaron de Quiroga por el prestigio que este había obtenido entre la población. Tras eliminar en un duelo a Miguel Dávila en la batalla de El Puesto, Facundo Quiroga accedió provisionalmente al gobierno provincial. Si bien renunció a este unos meses después, desde entonces se mantuvo como el caudillo indiscutido de los riojanos.

## El caudillo federal contra el gobierno nacional unitario

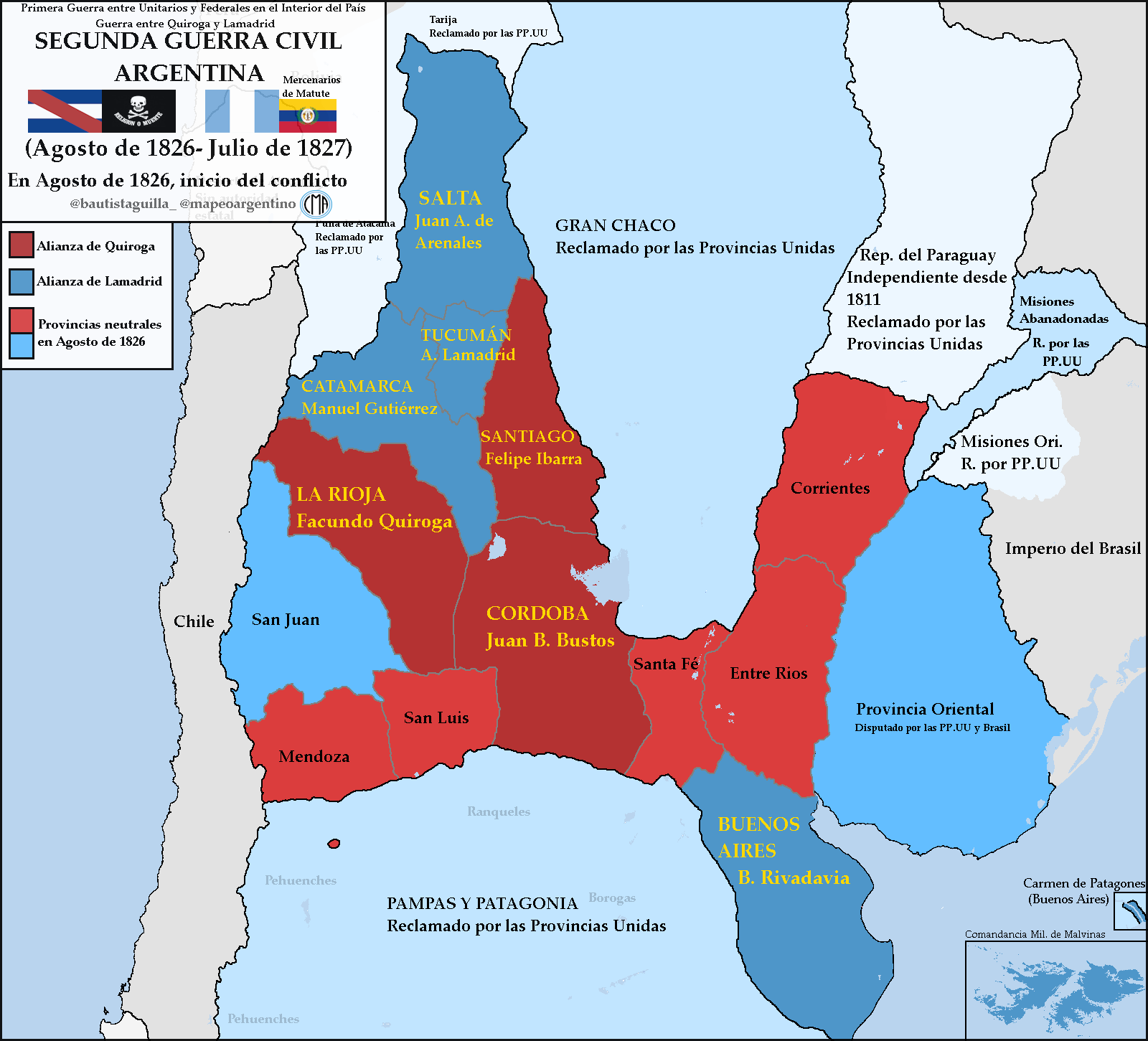
La Guerra entre Quiroga y Lamadrid

Establecido el gobierno federal, aumentó su fortuna mediante la concesión obtenida del gobierno local, en conjunto con los grupos riojanos y porteños, para explotar las minas de cobre y plata de la región, y de esta manera poder acuñar moneda propia en 1821 hasta 1823, de estilo macuquina y de diferentes denominaciones —1/2R; 1R; 2R y de 4R— en 1824 empezó a copiar el formato de las del año XIII, y debido a su gran éxito y aceptación riojana, trascendió las fronteras provinciales, extendiéndose a todas las provincias argentinas (1824 - 1837), también de diferentes denominaciones —reales y soles de plata: 1R; 2S; 4S; 8R, y escudos de oro: 2E; 8E.
Hasta ese momento, Facundo era un militar destacado con cierta inclinación a imponer su voluntad sin consideraciones, pero de ninguna manera un caudillo violento o sanguinario, como lo sería posteriormente. Su táctica principal era simular una carga para luego retirarse, tentando al enemigo a perseguirlo para luego dar vueltas y plantarles cara mientras una tropa de reserva atacaba al adversario por la retaguardia. La usó siempre y siempre le funcionó, excepto con el general Paz. Tampoco se inclinaba decididamente hacia el federalismo ni hacia el unitarismo. Más tarde declararía que era unitario por convicción, pero que se hizo federal porque esa era la voluntad de los pueblos. Pese a que lideró la provincia durante más de una década, y tuvo decisiva influencia en las provincias vecinas durante muchos años, solo fue gobernador oficial de su provincia de La Rioja unos cuatro meses.
Cuando el ministro de gobierno de la provincia de Buenos Aires, Bernardino Rivadavia, concedió a inversores británicos esas minas, sobre las cuales ese gobierno no tenía derechos, Quiroga se alineó con los enemigos de los porteños, en defensa de sus empresas mineras.
También consideró que la autonomía de su provincia se veía perjudicada por la leva forzada realizada por el coronel Gregorio Aráoz de Lamadrid en Tucumán y Catamarca para la Guerra del Brasil.
Por último, consideró lesivo a la Iglesia católica el tratado realizado por el gobierno de Buenos Aires (como encargado de las relaciones exteriores del conjunto de las Provincias Unidas) con Gran Bretaña, por el cual se establecía la libertad religiosa. Por esas tres razones decidió tomar partido en la lucha entre unitarios —partidarios de un gobierno central y liberal fuerte establecido en Buenos Aires— y federales. En más de una oportunidad llevó al frente de sus tropas una bandera negra con la inscripción "Religión o Muerte", como manifestación de oposición a la política religiosa liberal de Rivadavia. De Facundo ha llegado la historia oral según la cual era un devoto cristiano católico que todos los días leía alguna parte de La Biblia. Estaba asesorado por fray Pedro Ignacio de Castro Barros, quien había sido diputado por el cabildo de La Rioja durante el Congreso de Tucumán en el año 1816.
Por su parte, Rivadavia fue elegido presidente de las Provincias Unidas del Río de la Plata por el Congreso General de 1824, aunque, inicialmente, sin una constitución que lo avalara. Su política fue decididamente centralista y pretendió imponer su voluntad por la fuerza a los gobiernos provinciales opositores despreciando a los caudillos como Quiroga; esto y las actividades punitivas contra los federales del general tucumano unitario Aráoz de Lamadrid hizo que, durante plena guerra Guerra del Brasil, cuando Argentina requería el máximo de cohesión, Quiroga se encontrara forzado a liderar la rebelión de las provincias del interior ante el centralismo porteño. De modo tal que se negó a enviar tropas y víveres para hacer frente a la guerra contra el imperio brasileño que había invadido la Provincia Oriental del Uruguay. Iguamente se dedicó en continuar con la guerra civil en el interior a fin de imponer gobiernos afines a su causa.
En la provincia de Catamarca estuvo por iniciarse un enfrentamiento interno en 1825, entre el gobernador Gutiérrez y los partidarios del exgobernador Eusebio Gregorio Ruzo, entre quienes se encontraban los Molina, Soria, Correa y Acuña, que se pudo evitar por la mediación de Quiroga, el cual figuró como garante entre el gobernador Manuel Antonio Gutiérrez y sus opositores. Pero Gutiérrez violó el acuerdo, reiniciando la guerra civil y provocando la intervención del caudillo riojano en su contra. Este invadió Catamarca y —tras breve resistencia— lo derrocó con el apoyo de fuerzas enviadas por el caudillo cordobés Juan Bautista Bustos y el santiagueño Juan Felipe Ibarra, colocando en el poder al licenciado Pío Isaac Acuña.
El gobernador depuesto llamó en su ayuda a Lamadrid, que se había apoderado del gobierno de la provincia de Tucumán. Este invadió Catamarca y repuso a Gutiérrez en el gobierno catamarqueño.
Quiroga marchó nuevamente sobre Catamarca, expulsó a Gutiérrez, repuso en el mando a Acuña y siguió camino hacia Tucumán. Casi en el límite entre ambas provincias, Quiroga derrotó a Lamadrid en la batalla de El Tala, el 27 de octubre de 1826; creyendo que Lamadrid había muerto, Quiroga dio por terminada la campaña.
De allí pasó a San Juan, donde aseguró el poder para el partido federal, colocando en el gobierno a un pariente suyo, el coronel Manuel Quiroga Carril. Ese mismo año de 1826, el Congreso sancionó una constitución unitaria, que fue rechazada por la mayor parte de las provincias. Solo Salta y Tucumán aprobaron esa constitución. El enviado por el Congreso para presentar la constitución a Quiroga encontró a este en San Juan, recostado sobre su recado en un campo de alfalfa, bajo un toldo de cuero. Sin levantarse, garabateó en la primera hoja "Despachado" y envió al diputado porteño de regreso a Buenos Aires.
Cuando supo que Lamadrid había sobrevivido y que nuevamente ocupaba el gobierno de Tucumán, además de reponer a Gutiérrez en el de Catamarca y de invadir Santiago del Estero, volvió a salir a campaña: pasando por Santiago del Estero y reuniendo a las suyas las fuerzas de su gobernador, Juan Felipe Ibarra, se dirigió sobre Tucumán. Allí derrotó por completo a Lamadrid en la batalla de Rincón de Valladares, el 6 de julio de 1827. Impuso una fuerte contribución a la provincia para resarcirse de los gastos que le habían obligado a hacer. Como la legislatura se negó al pago de esa indemnización, le escribió: 

"... si no se me satisface antes de las dos horas de este día, me haré pagar, no la suma de 24.000 pesos, sino todos los gastos que he hecho, y todas las pérdidas que he sufrido en mis negocios. Cuidado, pues, no haya equivocación. Las generosidades tienen sus límites... pasada la hora mencionada, sin haber recibido la pequeña suma que pido, empezaré a hacer sentir inmediatamente los estragos de la guerra."

 Ante la amenaza cobró lo exigido sin problemas y colocó un gobierno federal en Tucumán. La batalla de Rincón aceleró la renuncia del presidente Rivadavia al gobierno nacional, y desde entonces controló la política de las provincias de Cuyo, La Rioja y Catamarca, y tuvo una fuerte influencia sobre Santiago del Estero y Córdoba.

## Las derrotas de La Tablada y Oncativo
En 1829, el general unitario cordobés José María Paz invadió la provincia de Córdoba y derrocó a su gobernador, el caudillo federal Juan Bautista Bustos. Este llamó en su auxilio a Quiroga, que reunió fuerzas de las provincias que controlaba e invadió Córdoba. Esquivando al ejército de Paz, que había salido a enfrentarlo, logró tomar la capital de la provincia. Pero, para evitar sufrimientos a la población, la abandonó para enfrentar a Paz en la batalla de La Tablada, del 22 de junio. La superior capacidad de Paz para manejar su artillería decidió la batalla en su favor. Paz venció un efecto de guerra psicológica en sus principales encuentros con Quiroga ya que las huestes de Quiroga -debido a su carácter aguerrido- llegaron a ser mitificadas como "capiangos" (seres mitad hombres mitad tigres -o yaguaretés-).
Al día siguiente, cuando Paz regresaba a la ciudad, fue nuevamente atacado por Quiroga, en lo que, según expresión del propio Paz, fue 

"... la operación militar más arrojada de la que he sido testigo o actor en mi larga carrera... Me he batido con tropas más aguerridas, más disciplinadas, más instruidas, pero más valientes, jamás."

 Quiroga fue nuevamente derrotado y tuvo que huir a su provincia.
En esta célebre batalla formaba parte, por su valentía y lealtad, de la escolta personal de Facundo Quiroga el entonces jovencísimo Ángel Vicente Peñaloza (más conocido por su apodo: El Chacho).
Al llegar a La Rioja, encontró que algunos personajes estaban festejando su derrota. Hizo fusilar a diez personas y ordenó que toda la población de la ciudad se trasladara a los Llanos con sus haciendas y destruyera todo lo que no se podían llevar. A partir de ese momento, Quiroga fue realmente el Tigre. Varios de sus enemigos, como Lamadrid, fueron tan crueles como Quiroga. El mismo Paz hizo fusilar a varios prisioneros de La Tablada y envió expediciones a "pacificar" las sierras de Córdoba, que se saldaron con muchos federales fusilados.
Quiroga decidió volver a enfrentar a Paz. Le escribió una larga carta en que le decía que 

"...las armas que hemos tomadas en esta ocasión no serán envainadas sino cuando haya una esperanza siquiera de que no serán los pueblos nuevamente invadidos. Estamos convenidos en pelear una vez para no pelear toda la vida. Es indispensable ya que triunfen unos u otros, de manera que el partido feliz obligue al desgraciado a enterrar sus armas para siempre."

A continuación invadió Córdoba por segunda vez, dividiendo sus tropas en dos columnas; una, bajo su mando directo, avanzó desde San Luis por el sur, mientras la otra, mandada por el gobernador riojano Benito Villafañe, marchaba por el norte. Paz decidió salirle al cruce a Quiroga. El gobernador porteño Juan Manuel de Rosas envió dos mediadores a tratar de evitar la batalla, pero el hábil estratega Paz los utilizó para engañar a su enemigo: los envió a su campamento e inmediatamente avanzó hacia el ejército federal. Creyendo que todavía estaba en vigencia una tregua, Quiroga fue sorprendido y derrotado el 25 de febrero de 1830, en la batalla de Oncativo (llamada también de la Laguna Larga).
Quiroga huyó hacia Buenos Aires, mientras Paz invadía las provincias que el riojano había dominado y formaba la Liga Unitaria o Liga del Interior, de la cual Paz era el jefe militar y político. Rosas lo hizo recibir como a un vencedor, pero permaneció en la casa de su socio Costa, alejado de las cuestiones militares.

## La victoria federal
El general Lamadrid, que no había podido enfrentar a Quiroga en la batalla, fue nombrado gobernador de La Rioja, mientras Villafañe se exiliaba en Chile. Lamadrid se dedicó a perseguir a los federales y fusilar a decenas de ellos. También a saquear los bienes de Quiroga, entre ellos, los "tapados" de dinero (bolsas enterradas en medio del campo, en lugares conocidos solo por el dueño), a los que accedió por medio del soborno y la tortura. Lamadrid obligó a la madre de Quiroga a barrer la plaza de La Rioja cargada de cadenas.
En respuesta, Quiroga decidió volver a la lucha que había abandonado: pidió a Rosas fuerzas con que regresar a la lucha. Dado que el gobernador porteño junto al santafesino Estanislao López estaban invadiendo Córdoba, solo pudo poner a su disposición unos 450 delincuentes y vagos de la cárcel. Facundo los entrenó con cuidado y pronto los convirtió en soldados.
A principios de 1831, Quiroga avanzó por el sur de Córdoba hacia Cuyo. En el camino se le unieron varios soldados desertados del ejército de Paz en la batalla de Fraile Muerto. Ocupó la villa de Río Cuarto después de una violenta batalla, y poco después derrotó sobre el río Quinto al coronel Juan Pascual Pringles, que fue muerto por un oficial ante quien no se quiso rendir. El coronel Pringles, héroe de la campaña del general José de San Martín al Perú, era muy respetado por Quiroga, que gritó al oficial que lo había matado: 

"¡Por no manchar con tu sangre el cadáver del valiente coronel Pringles, no te hago pegar cuatro tiros ya mismo! ¡Cuidado, otra vez, miserable, que un vencido invoque mi nombre!"

Pocos días después enfrentaba en Mendoza al gobernador José Videla Castillo en la batalla de Rodeo de Chacón, del 22 de marzo de 1831. Quiroga dirigió la batalla desde el pescante de una diligencia, señalando lo que quería mostrar con una cañita: el reuma no le permitía montar. Con esta victoria consiguió el control de San Luis y Mendoza, mientras sus partidarios recuperaban San Juan y La Rioja.
Unos días más tarde, recibió la noticia de que su mejor amigo, el general Villafañe, había intentado regresar desde Chile. Pero en el camino se había cruzado con un oficial unitario que lo había asesinado. Perdió los estribos, y cometió el acto más monstruoso de su carrera: mandó fusilar a todos los prisioneros de Río Cuarto y de Rodeo de Chacón que estaban en el cuartel: en total, veintiséis muertos. Fue el único asesinato en masa que ordenó Quiroga, a pesar del mito establecido por Sarmiento, de que mataba gente cada vez que le venía en gana.
Por su parte, Paz fue capturado por las fuerzas de Estanislao López, y el mando pasó a Lamadrid. Este se retiró a Tucumán, para hacerse fuerte en su propia provincia. Hasta allí lo fue a buscar Quiroga, que lo venció (por tercera vez) en la batalla de La Ciudadela, el 4 de noviembre de 1831. Esta batalla terminó con la Liga Unitaria.
Estando en Tucumán, envió a la esposa del general Lamadrid -quien se encontraba refugiado en Bolivia- a su encuentro, sin molestarla y con escolta oficial; también le envió una carta, recordándole el trato que él había dado a su madre. La terminaba con una despedida digna de su autor: 

"¡Adiós, general, hasta que nos podamos juntar para que uno de los dos desaparezca!, porque esta es la resolución inalterable de su enemigo Facundo Quiroga."

El gesto que tuvo Quiroga fue siempre tenido en cuenta por el general Lamadrid quien, al enterarse de que Quiroga había permitido el viaje de su familia le contestó: 

"...Usted general podrá ser mi enemigo cuanto quiera, pero el paso que ha dado de mandarme a mi familia la cual espero con ansia, no podré olvidarlo jamás".

## Ideas constitucionales de Quiroga
El control de la Confederación Argentina pasó a estar en manos de los federales. En particular, de Rosas, López y Quiroga. Mientras Rosas logró mantener buenas relaciones con ambos, Quiroga y López comenzaron a tener problemas. En primer lugar, Quiroga pretendía tener algún derecho sobre Córdoba, donde López había nombrado gobernador a un federal de su mayor confianza, José Vicente Reinafé, que junto con sus hermanos formaba un clan que gobernaría la provincia por algo más de tres años. También tuvo problemas por un caballo, que había sido de Facundo pero estaba en poder de López.
Quiroga pasó los siguientes años en Buenos Aires, donde desempeñó un papel relevante: allí se debatía si el país debía darse o no una Constitución federal. Quiroga era partidario de una rápida organización nacional, pero otros caudillos —especialmente Rosas— no estaban de acuerdo, ya que sostenían que aún debía esperarse a que maduraran las condiciones.
Las ideas constitucionales de Quiroga aparecen expuestas en la carta que le enviara a Pío Isaac Acuña, destacado dirigente del partido federal catamarqueño, presidente de la Sala de Representantes y gobernador delegado de esa provincia: 

"Señor Don Pío Isaac Acuña. San Juan, noviembre 1.º de 1833."
"Mi apreciado compatriota:
He recibido la estimada carta de Ud. de fecha 8 de octubre pasado, cuyo contenido se reduce a preguntarme sobre la constitución particular que debe darse a esa provincia. Reconozco agradecido los conceptos con que me honra en su mencionada carta, pero me permitiré decirle que, aun cuando yo fuese capaz de dar consejo sobre las hechuras de las leyes constitucionales, no lo podría hacer ciertamente sin contradicción de los mismos principios de libertad por que he combatido. Es muy necesario que los pueblos hagan la constitución peculiar que caracteriza los derechos sociales, y arregle su régimen institucional para poder arribar a formar, de este elemento, la constitución nacional. Pero también es un principio que estos códigos deben ser exclusivamente obra de las legislaturas, sin la más pequeña injerencia de los hombres de mi profesión. El militar debe obedecer y defender las leyes; no dictarlas. Así, pues, a la representación de esa provincia incumbe el trabajo de formar la particular constitución de ella. Y como de quien es exponer, es también quitar los errores que la práctica y la experiencia manifiestan, pueden sinceramente corregirse. Pues la primera garantía de una constitución liberal consiste en poderse variar y restringir siempre que la razón y la justicia lo demanden. Conozo las dificultades que en todos los pueblos se tocarán por la falta de luces y de recursos, pero es superable cuando se trabaja con buena fe en favor del bien general. Los varios códigos que se han dado en las legislaturas de las demás repúblicas, y los que han salido de la nuestra, aunque no hayan tenido efecto, sirven para descubrir las cosas que deben ser objeto de la constitución; o enseñar, al menos, el sistema de organización. Y lo demás debe hacerlo el conocimiento práctico del país, sus necesidades y sus relaciones."
"Ninguna otra cosa me es lícito decir a Ud. sobre la materia, sin aventurar el carácter de la libertad que debe marcar los pasos de esa Legislatura. Concluyo, pues, repitiéndome reconocido a su afecto, y protestando el que me anima por la benemérita provincia, cuya felicidad desea este su compatriota muy afecto que besa su mano. Juan Facundo Quiroga"

## La Campaña al Desierto
Nominalmente Quiroga fue el comandante de la Campaña al Desierto que el exgobernador Rosas emprendió contra el indio en el año 1833. Pero, en la práctica, la llevaron a cabo el gobernador de Mendoza, José Félix Aldao, los gobiernos de San Luis y Córdoba, y el propio Rosas, que fue quien más provecho obtuvo con la misma.

## Los hermanos Reinafé
El comandante de la columna del centro, José Ruiz Huidobro, era un oficial que había acompañado a Quiroga en su campaña de 1831, y al regresar intentó derrocar a los Reinafé. Pero fue derrotado por la rápida reacción de éstos, y pagó con varios meses de cárcel su intento. Dado que era evidente que detrás de Ruiz Huidobro estaba Quiroga, los Reinafé decidieron que este era un peligro para ellos. Era, además, un adversario peligroso para su jefe, Estanislao López.
En Buenos Aires, Quiroga se dedicó a la administración de la estancia que compró en San Pedro. En esa misma zona viven aún sus descendientes, entre los cuales varios heredaron su nombre completo de Facundo Quiroga. Durante su estadía fue el único que se atrevió a visitar al expresidente Bernardino Rivadavia en el buque en que llegaba de vuelta, al que no se permitió desembarcar y se envió de regreso al exilio.

## El crimen de Barranca Yaco
A fines de 1834 estalló una guerra civil entre las provincias de Salta y Tucumán, cuyos gobernadores, Pablo Latorre y Alejandro Heredia, se habían enemistado por la autonomía de la provincia de Jujuy. El gobernador porteño Manuel Vicente Maza envió a mediar al general Quiroga, con instrucciones especialmente escritas para él por Rosas, que lo acompañó un tramo del viaje.
En el viaje de ida, varios amigos le avisaron que los Reinafé querían matarlo; pero desoyó los avisos y siguió camino sin problemas. Al llegar a Santiago del Estero se enteró de que la guerra civil en el norte había finalizado y que Latorre había sido asesinado. Se dedicó a mediar para lograr una serie de tratados entre las provincias del norte, entre cuyas cláusulas figuraba la autonomía jujeña.
Iniciado su camino de regreso a principios del año siguiente, tuvo nuevos avisos sobre que había planes para asesinarlo. Pero tal vez tenía más miedo a pasar por cobarde que a la muerte. El 16 de febrero de 1835, una partida al mando del capitán de milicias cordobés Santos Pérez emboscó su carruaje en los breñales de un lugar solitario llamado Barranca Yaco, en el norte de la provincia de Córdoba. Quiroga se asomó con tono envalentonado (algo que le había dado buen resultado en las batallas) por la ventana de la galera exclamando 

¿Quién manda a esta partida?

 siendo -como toda respuesta- muerto de un tiro en un ojo por Santos Pérez. Su cuerpo fue luego tajeado y lanceado, y todos los demás miembros de la comitiva fueron asesinados también. Entre ellos se contaba su secretario, el exgobernador de la provincia de San Luis, José Santos Ortiz y un niño, que según Sarmiento había acudido a advertir a Quiroga y era el sobrino de un oficial de Santos Pérez, que también fue asesinado.

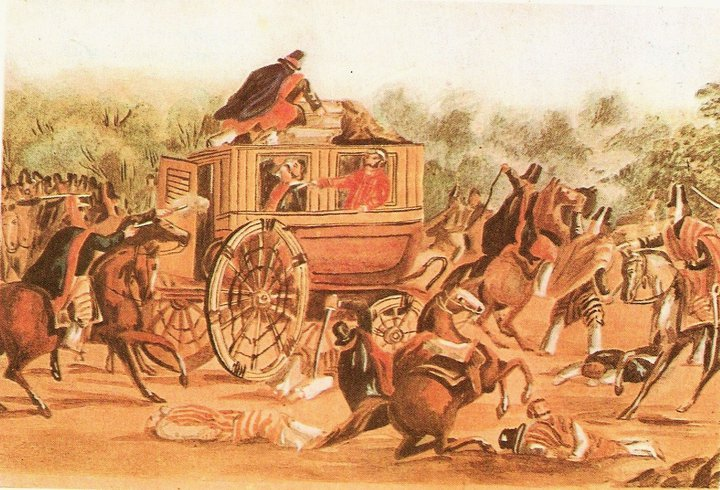
Asesinato de Facundo Quiroga.

El cuerpo de Quiroga fue inhumado en la Catedral de Córdoba. Se lo trasladó en 1946 a la bóveda de los Quiroga en Recoleta. En 2007 un grupo multidisciplinario que ingresó al subsuelo halló el cajón de bronce que guarda su esqueleto de pie dentro de una pared lateral. Los familiares no permitieron abrir el ataúd, para poder así comprobar si a sus pies, como se sabe de tradición oral, reposan los huesos de su esposa.

## Consecuencias de Barranca Yaco
El 8 de enero de 1836, la viuda de Quiroga reclamó el cadáver de su esposo. Rosas envió a su edecán, el coronel Ramón Rodríguez, quien buscó y regresó de Córdoba a Buenos Aires con sus restos mortales en medio de una gran pompa y en una imponente carroza pintada toda de rojo punzó, el color federal de uso obligatorio impuesto por el gobernador porteño.
El gobierno decretó honras fúnebres, el 7 de febrero el cadáver de Quiroga fue depositado en la iglesia de San José de Flores, el 19 de febrero de 1836 sus restos fueron homenajeados en la iglesia de San Francisco y luego trasladados al Cementerio de la Recoleta.

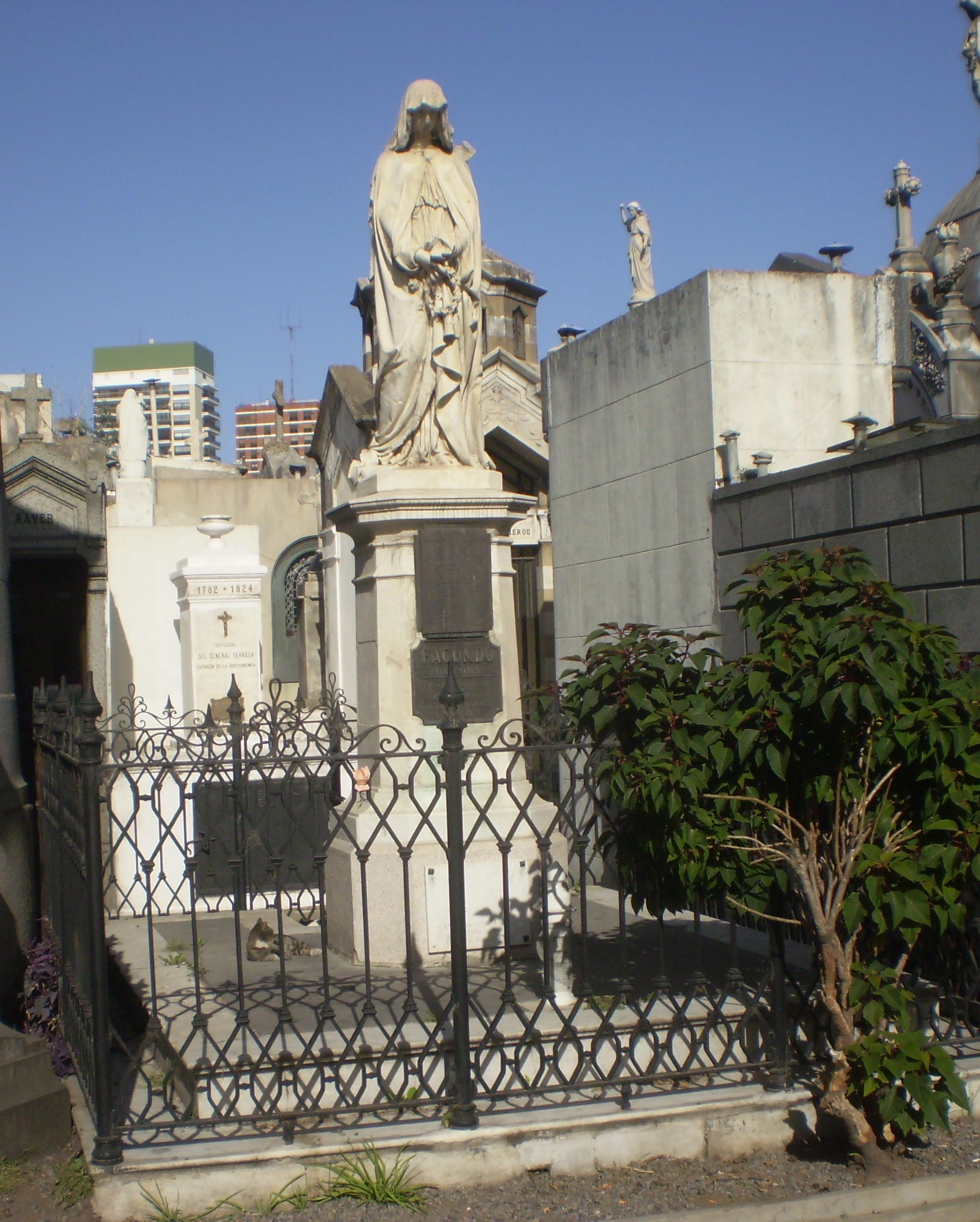
Tumba de Facundo Quiroga en el Cementerio de la Recoleta.

Al saberse quién había sido el asesino, Rosas aprovechó el cargo sobre el asesinato de Quiroga recayéndolo sobre los hermanos Reinafé. Estos fueron derrocados y ajusticiados unos años más tarde junto a Santos Pérez. Los opositores a Rosas lo acusaron de estar tras el homicidio. Tal vez fue asesinado por venganza, pero también para favorecer a Estanislao López; si fue así, el plan fracasó por completo: López perdió el control de Córdoba y Entre Ríos, y también mucho de su prestigio. Todo el poder en la Argentina pasó rápidamente a Rosas, que se transformó en el único líder del Partido Federal y controló la situación política en gran parte de las provincias argentinas. Entre las que pasaron a ser dirigidas por partidarios de Rosas ese mismo año, llaman la atención los casos de Córdoba, que había sido mandada por los asesinos de Quiroga, y La Rioja.
La trágica muerte de Facundo Quiroga dio vida a composiciones folclóricas, literarias y leyendas populares tanto entre los gauchos que lo amaron y temieron, como entre las personas cultas. La leyenda de Facundo que nace en Barranca Yaco perduró, al punto de que en el siglo XX Jorge Luis Borges -como otros autores- lo recordó con una memorable poesía.
El cadáver de Facundo Quiroga, por decisión de sus familiares, se mantuvo en el Cementerio de la Recoleta. Allí se conservó el monumento funerario pero su féretro fue escondido en una pared tras la caída de Rosas en 1852, para evitar venganzas sobre su cadáver de parte de los enemigos de ambos.
En 1877 fue construido cerca del pórtico de la entrada del Cementerio un pequeño monumento de mármol blanco representado a una dolorosa con una placa que lleva la siguiente inscripción:

“Aquí yace el general Juan Facundo Quiroga. Luchó toda su vida por la organización federal de la República”.

Su cadáver fue redescubierto el 9 de diciembre de 2004.

## Legado y valoración histórica

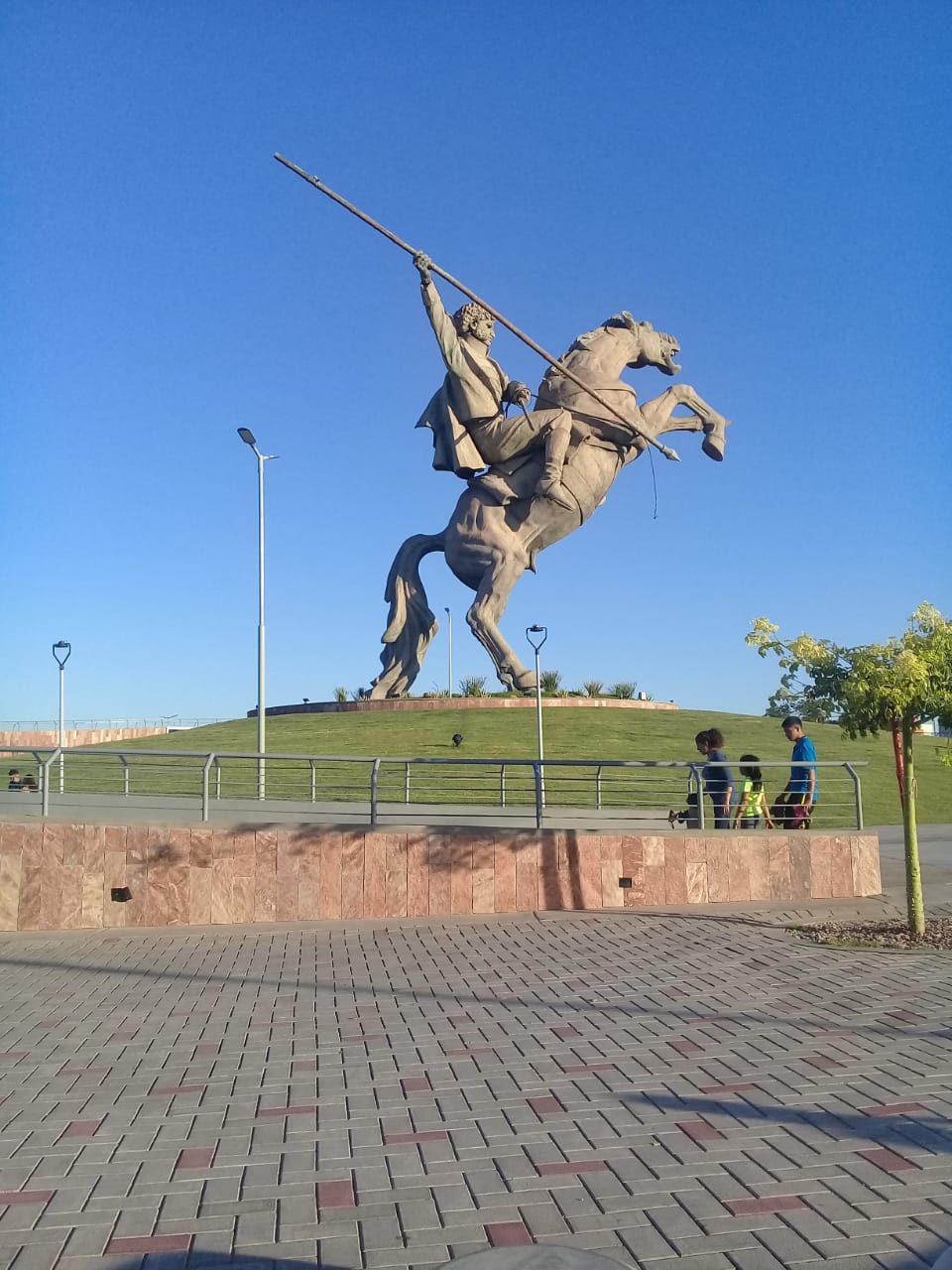
Monumento de Quiroga en el parque Las Juventudes, La Rioja.

Juan Facundo Quiroga fue un militar excepcionalmente valiente, decidido y capaz, cuya mayor desgracia fue medirse dos veces con el único general enemigo que fue superior a él: José María Paz.
Quiroga se fue haciendo progresivamente más cruel, empujado por la crueldad de sus enemigos -especialmente de Lamadrid quien había vejado o afrentado a los parientes más queridos de Quiroga— y por la frustración de las derrotas. Aprovechó estratégicamente el terror que su imagen creaba a su alrededor.
Como político, era un federal convencido de que defendió la autonomía de su provincia y de sus provincias vecinas, pero que nunca se decidió a luchar por la organización constitucional del país. Al final de su vida cayó envuelto en confusas luchas por el poder a nivel nacional, rodeado de conspiraciones que él había contribuido a crear.
La imagen terrible de Facundo se cristalizó con el libro de Domingo Faustino Sarmiento, "Civilización i Barbarie. Vida de Juan Facundo Quiroga" —editado en 1845 en Santiago de Chile— más conocido como "Facundo: Civilización y Barbarie". La popular obra es un panfleto político, que si bien posee algunas inexactitudes históricas, contiene un ataque a Rosas a través de quien había sido su aliado. Por otro lado, el objetivo de Sarmiento fue la demostración de la tesis de que las guerras civiles argentinas dirimeron el conflicto entre la civilización —civilización occidental, representada por Gran Bretaña, Francia y los Estados Unidos— y la barbarie —identificada con los indígenas, los españoles y las personas de Rosas y Quiroga. Fuera de su indudable valor literario, el relato de Sarmiento se ajusta específicamente a ese objetivo. Sobre la base de considerar el testimonio de Sarmiento como una obra historiográfica fidedigna se creó posteriormente una verdadera leyenda negra sobre los federales en la que ellos simbolizaron la arbitrariedad, la violencia, la incultura y la tiranía.
En respuesta a la clásica posición mayoritaria de las Academias -sostenida hasta el presente- los historiadores revisionistas del siglo XX crearon otra, de tendencia opuesta pero minoritaria, en la cual Facundo Quiroga aparece cruel solo por necesidad.
Al respecto dirá el historiador Félix Luna:

Ciertamente, muchas cosas buenas y algunas malas pueden decirse del brigadier general Juan Facundo Quiroga: Pero todas deben decirse en el tono mayor de lo épico, porque el tigre de los Llanos fue un hombre excepcional y su vida también lo fue.

Descubrir esta condición fue el gran mérito de Sarmiento. El sanjuanino plagó su Facundo de errores, inexactitudes, infundios y mentiras pero acertó en lo sustancial en revelar la naturaleza impar del personaje y lo demoníaco e infernal de su índole secreta: aquella que hacía mover a Quiroga en un plano de magia y brujería, como asi lo poderes abismales fueran lo que le dieran poder y fortuna. […] Sarmiento acertó en la condición sustancial de Quiroga, porque en el fondo era tan bárbaro como él. Tenía su misma pasión, su misma desmesura. Lo reconoció en uno de sus últimos escritos, cuando barbotó “¡Nuestras sangres son afines!”

“Claro que lo eran: no sólo por parentesco sino por cierta condición desaforada que hace del riojano y del sanjuanino dos arquetipos incomparables. Por eso su facundo sigue siendo su mejor retrato de Quiroga, a pesar de sus fantasías; y por eso nadie ha podido superar esa pintura, mucho menos esos historiadores menores concentrados en un pálido empeño de arquivistas”.

Entre sus descendientes se encuentran su nieto el ingeniero Alfredo Demarchi, su bisnieto, el escritor Horacio Quiroga, sus tataranietos el naturalista José María Gallardo y los hermanos Leopoldo y Facundo Suárez, y su tatara-tataranieto, el político Facundo Suárez Lastra.